# جون مويريج طوماس
جون مويريج طوماس (بالإنجليزية: John Meurig Thomas)‏ (و. 1932  م) هو كيميائي، وأستاذ جامعي، وأكاديمي من المملكة المتحدة، وويلز، هو عضوٌ في الأكاديمية الروسية للعلوم، والأكاديمية الهنغارية للعلوم، والأكاديمية الأمريكية للفنون والعلوم، وأكاديمية لينسيان، والجمعية الملكية.

## التعليم
تعلم في كلية الملكة ماري, جامعة لندن، وجامعة سوانسي.

## جوائز
حصل على جوائز منها:
- زمالة الأكاديمية الملكية للهندسة
- زمالة الجمعية الملكية
- قلادة ديفي (1994)
- قلادة ملكية (2016)
- الميدالية البيكرية (1990)
- جائزة تيلدن [الإنجليزية]‏ (1973)
- جائزة المحاضر لفاراداي (1989)
- جائزة السير جورج ستوكس [الإنجليزية]‏ (2005)
- جائزة كوردي - مورغان (1967)
- جائزة جيبس ويلارد [الإنجليزية]‏